# Pseudobradya robusta
Pseudobradya robusta is een eenoogkreeftjessoort uit de familie van de Ectinosomatidae. De wetenschappelijke naam van de soort werd in 1910 voor het eerst geldig gepubliceerd door Georg Ossian Sars.